# Marian Jachimowski

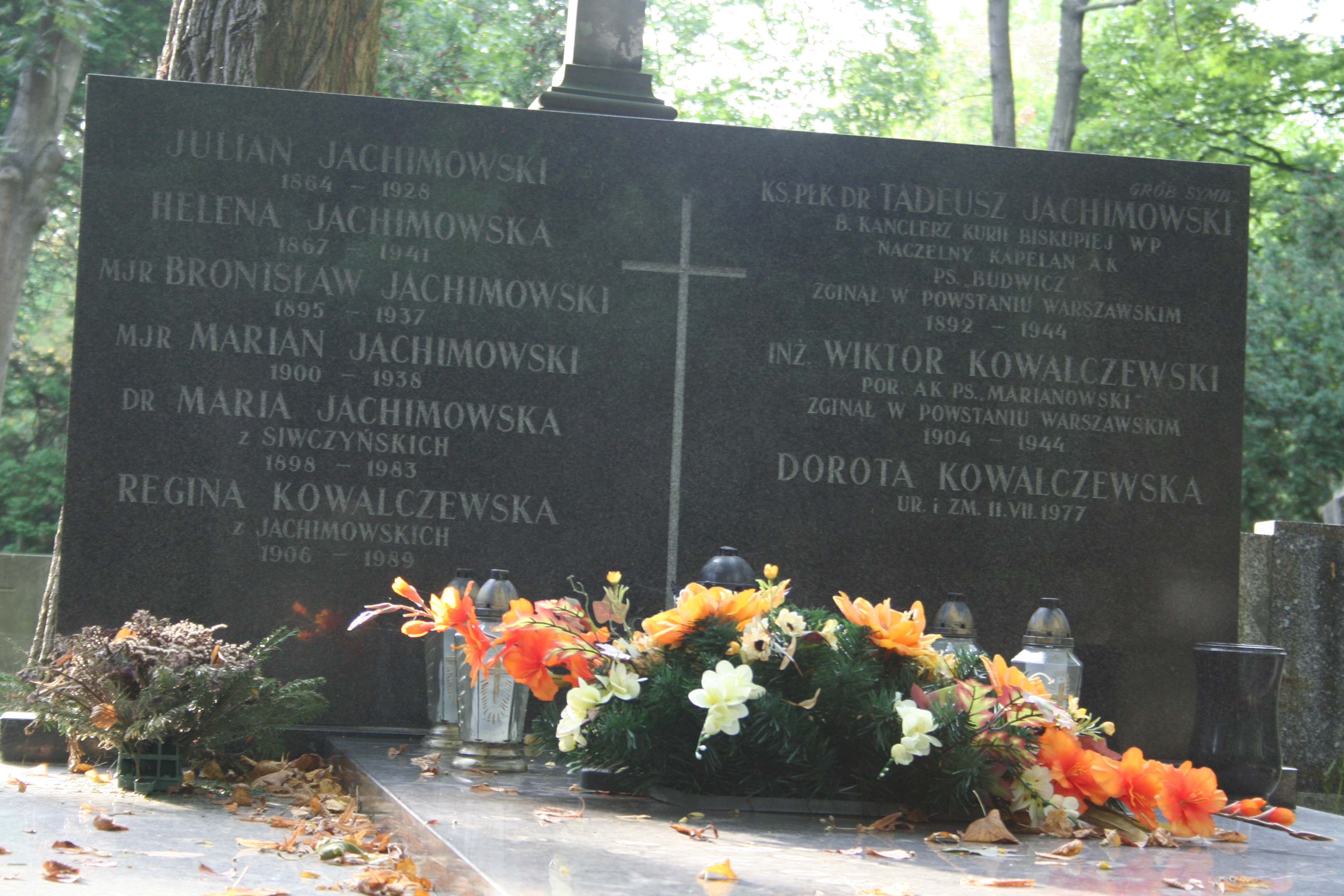
Grób rodziny Jachimowskich na Starych Powązkach

Marian Edward Jachimowski (ur. 7 stycznia 1900 w Kazimierzy Małej, zm. 9 sierpnia 1938 pod Zaleszczykami) – major piechoty Wojska Polskiego, działacz niepodległościowy.

## Życiorys
Urodził się 7 stycznia 1900 w Kazimierzy Małej, w ówczesnym powiecie pińczowskim guberni kieleckiej, w rodzinie Juliana (1864–1928) i Heleny z Kobylańskich (1867–1941). Był młodszym bratem Tadeusza (1892–1944), księdza, dziekana Wojska Polskiego i Bronisława Aleksandra (1895–1937), majora artylerii Wojska Polskiego, odznaczonego Krzyżem Walecznych i Medalem Niepodległości.
1 listopada 1918 został przyjęty do Wojska Polskiego. od 3 stycznia do 21 marca 1919 był uczniem klasy „L” Szkoły Podchorążych. Z dniem 1 kwietnia 1919 Naczelny Wódz mianował go podporucznikiem w piechocie i przydzielił do 2 pułku piechoty Legionów.
Po zakończeniu działań wojennych pozostał w macierzystym pułku w Pińczowie jako oficer zawodowy. 3 maja 1922 został zweryfikowany w stopniu porucznika ze starszeństwem od 1 czerwca 1919 i 1675. lokatą w korpusie oficerów piechoty. W latach 1925–1929 pełnił służbę w Szkole Podchorążych Piechoty w Warszawie (od 28 września 1926 w Ostrowi Mazowieckiej) na kolejnych stanowiskach: oficera wychowawcy (rok szkolny 1925/26), instruktora wyszkolenia strzeleckiego (rok szkolny 1922/27) i oficera kompanii (rok szkolny 1927/28 i 1928/29). W międzyczasie, 12 kwietnia 1927 prezydent RP nadał mu stopień kapitana z dniem 1 stycznia 1927 i 114. lokatą w korpusie oficerów piechoty, a 23 grudnia 1927 został przeniesiony do kadry oficerów piechoty z pozostawieniem na dotychczas zajmowanym stanowisku w Szkole Podchorążych Piechoty. W sierpniu 1929 został przeniesiony do 4 pułku strzelców podhalańskich w Cieszynie, a w kwietniu 1933 do Korpusu Ochrony Pogranicza i przydzielony do Batalionu KOP „Troki” na stanowisko dowódcy kompanii odwodowej. Na stopień majora został awansowany ze starszeństwem z 1 stycznia 1936 i 69. lokatą w korpusie oficerów piechoty. Później został przeniesiony do Batalionu KOP „Skałat” na stanowisko zastępcy dowódcy batalionu.
Zmarł 9 sierpnia 1938 pod Zaleszczykami w następstwie obrażeń ciała doznanych w wypadku drogowym (motocykl, którym podróżował zderzył się z samochodem). 13 września 1938 został pochowany w grobie rodzinnym na Cmentarzu Powązkowskim w Warszawie (kwatera 206, rząd 1, miejsce 10–11). Był żonaty.

## Ordery i odznaczenia
- Krzyż Niepodległości – 16 września 1931 „za pracę w dziele odzyskania niepodległości”[29][3][30]
- Krzyż Walecznych dwukrotnie[31][32]
- Złoty Krzyż Zasługi – pośmiertnie 1938 „za zasługi w służbie ochrony pogranicza”[33]
- Srebrny Krzyż Zasługi[31]